# Korswandt
Korswandt è un comune del Meclemburgo-Pomerania Anteriore, in Germania. Appartiene al circondario della Pomerania Anteriore-Greifswald ed è parte della comunità amministrativa (Amt) Usedom-Süd.